# Vitaly Karayev
Vitaly Sergeyevich Karayev (10 de julho de 1962 – Vladikavkaz, 26 de novembro de 2008) foi um político russo de Ossétia do Norte.